# Mário Machado Bittencourt
Mário Machado Bittencourt (Rio de Janeiro, 7 de julho de 1909 — Guarujá, 24 de setembro de 1932) foi um advogado e aviador brasileiro. Tornou-se notório por conta de sua atuação na Revolução Constitucionalista de 1932.

## Biografia
Mário Machado Bittencourt nasceu na cidade do Rio de Janeiro, em  7  de  julho de 1909, filho do advogado Raul Machado Bittencourt e de Cleonice de Mattos  Bittencourt. Era neto do Marechal Carlos Machado Bittencourt, marcado na historiografia brasileira devido ao seu gesto de defesa do Presidente da República Prudente de Moraes, durante um atentado promovido pelo militar Marcelino Bispo de Melo que visava o assassinato do político.
Em 1930, obteve o bacharelado em Direito pela então Faculdade de Direito da Universidade do Rio de Janeiro, e logo passou a advogar ao lado de seu pai.

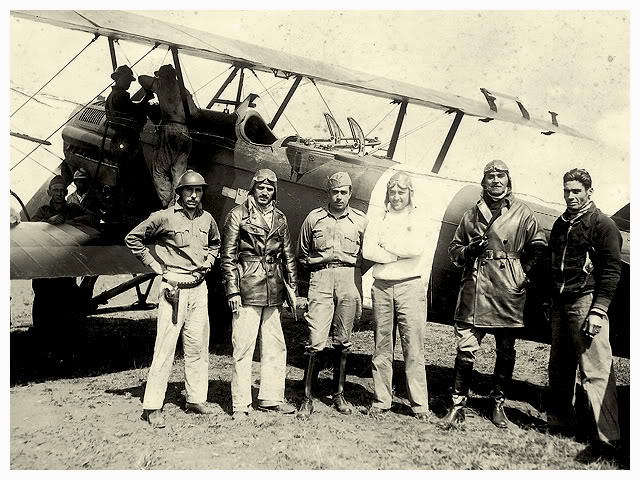
Os 'Gaviões de Penacho'. Da direita p/ esquerda: José Ângelo Gomes Ribeiro, Lysias Augusto Rodrigues e Mario Machado Bittencourt.

Em 9 de julho de 1932, com a deflagração da Revolução Constitucionalista, Mario decidiu aderir à causa. Dado a impossibilidade de integrar aos rebeldes naquela cidade, resolveu rumar para São Paulo. Em um barco, juntamente com tenente-aviador José Ângelo Gomes Ribeiro, o Cel. Basílio Taborda e 1º tenente Orsini de Araujo Coriolano, conseguiu adentrar clandestinamente na capital paulista para se voluntariar no nascente grupo de aviação do Exército Constitucionalista sediado no aeródromo Campo de Marte.
Passou a integrar o 1° Grupo de Aviação Constitucionalista 'Gaviões de Penacho' do Exército Constitucionalista do Setor Sul, que atuava na região de Itapetininga e Buri, e lá participou de quase todas as missões realizadas contra das tropas federais que representavam o governo provisório presidido por Getúlio Vargas. Assumiu a função de observador aéreo e tinha como colega, o piloto e 1º tenente José Ângelo Gomes Ribeiro. Em pouco tempo, logrou o posto de  2° tenente. Embora a frota de aviões do Exército Federal fosse 5 vezes maior do que a dos paulistas naquele conflito, estes tinham maior flexibilidade operacional dado os seus múltiplos aeródromos e realizavam um número maior de missões com os mesmos aviões, como em propaganda, combate e bombardeio, o que lhes renderam o alcance de várias missões bem-sucedidas ao longo daquele conflito.
Conforme o Dicionário das batalhas brasileiras, de Hernâni Donato, o tenente participou de um combate aéreo nos céus de Capão Bonito, que ocorreu entre aviões do Exército Constitucionalista e do Exército federal. Mario e José Ângelo tripulavam um velho Potz-Toe 212 e, segundo o Boletim nº 53 do Comando Sul do Exército Constitucionalista, os pilotos paulista tiveram atuação notável ao abater um avião governista, que já em chamas no ar veio a se esfacelar na cidade de Buri. Após isso, já sem munição, o piloto José Ângelo ainda tentou chocar-se contra um dos outros contendores do governo federal que por fim decidiram evadir-se. Por conta dessa atuação, Gomes Ribeiro e Mario Bittencourt foram promovidos por “distinta  bravura”. O seu grupo operou em todos os setores no Sul, porém, participou de algumas missões de combate e bombardeio na região de Campinas bem como no Vale do Paraíba. 
Em  24  de  setembro,  uma  semana  antes  do armistício, Mário e José Ângelo, receberam a ordem de realizar uma missão de bombardeio de navios que bloqueavam o Porto de Santos, de modo a liberar a passagem de outros navios que traziam suprimentos bélicos às tropas paulistas, então impedidas do reabastecimento militar devido ao cerco imposto pelo governo federal ao estado. Por volta do meio dia, eles decolaram com um Curtiss O1-E Falcon, apelidado de “Kavaré-Y”, em missão liderada pelo comandante do grupo, o então major-aviador Lysias Augusto Rodrigues. O objetivo principal era o cruzador Rio Grande do Sul e contra ele se precipitaram aquela esquadrilha. Após algumas tentativas frustradas de bombardeio, o avião em que estava durante um mergulho no ar entrou em chamas e se esfacelou no mar, ao lado da Ilha da Moela, especula-se que foi devido ser alvejado pelo fogo antiaéreo daquele navio. O seu corpo e o do piloto jamais foram recuperados.
O falecimento dos dois aviadores fez o Comandante Geral da Aviação Constitucionalista, o então major-aviador Ivo Borges, redigir o seguinte comunicado ao então governador de São Paulo, Pedro de Toledo:
| “ | Queria acceitar e transmittir aos seus denodados companheiros de aviação constitucionalista a expressão do mais sentimento de pesar pelo trágico desapparecimento de José Angelo Gomes Ribeiro e Mário Machado Bittencourt, gloriosos defensores da civilização brasileira a cuja grande causa prestaram o inexcedivel concurso das suas azas immortaes, em exemplos de fulgurante civismo. Em meu nome pessoal e do governo do Estado de S. Paulo lamento a irreparavel perda, que enriquece o thesouro dos nossos sacrificios como tambem augmenta a divida de gratidão da patria para com aquelles que tão heroicamente e defendem, no campo da honra (a) Pedro de Toledo, governador do Estado. | ” |

Na década de 1980, o mergulhador Gilmar Domingos de Oliveira realizou pesquisa no local em que possivelmente estariam os destroços e restos mortais na tentativa de recuperá-los, porém, não obteve sucesso em suas buscas.

## Homenagens
Em julho de 2017, foi inaugurado em Itapetininga o monumento Gaviões de Penacho, em local que durante a Revolução de 1932 foi pista de pouso do 1° Grupo de Aviação Constitucionalista 'Gaviões de Penacho' do Exército Constitucionalista do Setor Sul, no qual pertenceu Mário, cujo nome está incluso em uma placa de aço junto ao monumento, ao lado de outros nomes de aviadores.
Pelo Estado de São Paulo há diversos logradouros nomeados em sua homenagem, a exemplo da rua Mário Machado Bittencourt, na Vila Clementino, na capital paulista.
Em Guarujá, na praia das pitangueiras, ao lado do Grande Hotel de La Plage e em frente a Ilha da Moela, local do fatídica queda da aeronave, há um monumento em sua memória de José Ângelo e de Mário inaugurado em 1957 pela Sociedade de Veteranos de 1932 MMDC, que custeou e ergueu o monumento. Anualmente, em 24 de setembro, eram prestadas homenagens aos aviadores em belíssimas cerimônias que contavam com a participação de civis e militares, incluindo familiares dos dois aviadores.